# 陈震 (赛车手)
陈震（1982年—），绰号二环十三郎，中国赛车手、视频博主、广告博主。

## 生平
出生于1982年，从小喜欢机械，1998年从高中退学后经过自学找到了一份程序员的工作，这份工作持续到2006年。陈震因于2005年夏天以不超过13分钟开车绕行北京二环路一圈而在飙车族圈子中出名，也使城市飙车行为进入了公众视野。
2006年2月10日，陈震因飚车被北京警方截获并行政拘留7天。获释之后，陈震不再违法飙车，而是开始向业余赛车手转型并成为一些汽车类节目的主持人。对于对危害公共安全的公路飙车行为，他也开始持反对态度。
2013年陈震加入汽车之家，成为其视频节目的出镜主持人，2014年离职；离职后创立北京格锐驰广告媒体有限公司，制作《萝卜报告》等汽车主题视频。2016年与李益斌主持《越野路书》。

## 相关人物
2015年8月22日，庞国钦在北京二环路驾驶摩托车用时13分43秒绕行二环一周并被控危险驾驶罪，称其练习摩托是受“二环十三郎”影响。